# 上海港

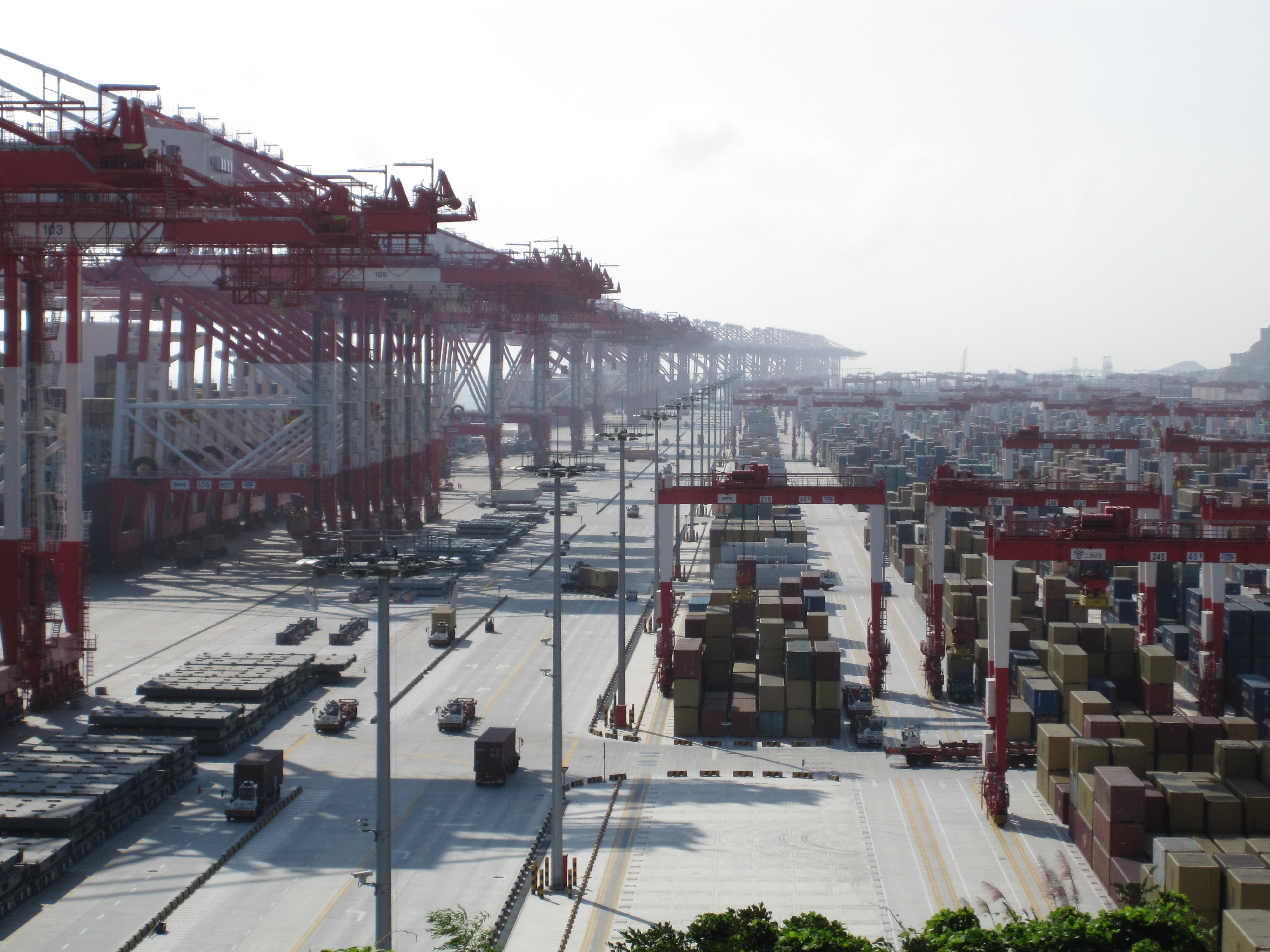
为了满足大型货轮的停靠要求，上海在东海的杭州湾口兴建了洋山港。

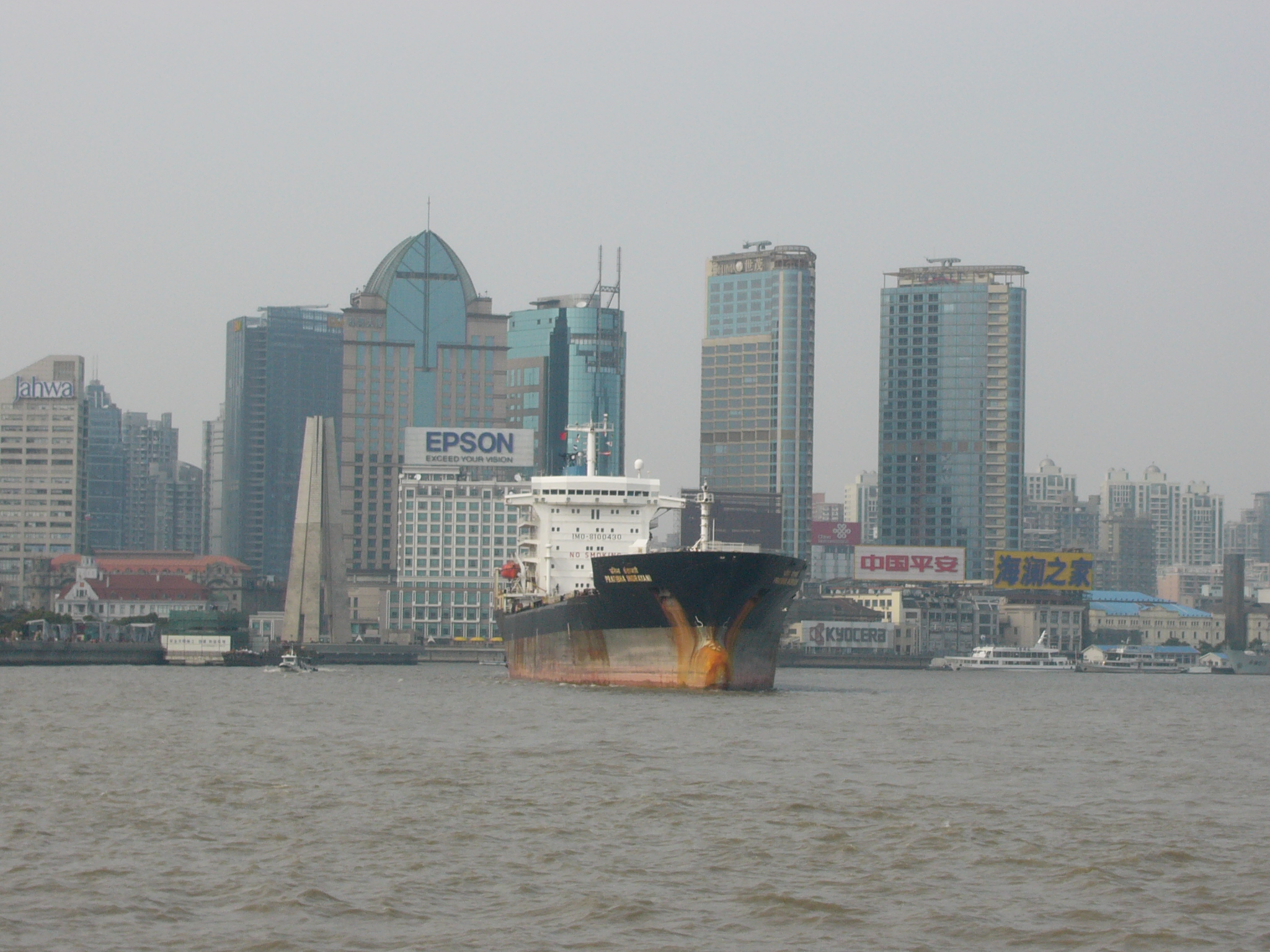
黄浦江两岸一直是码头云集之地。

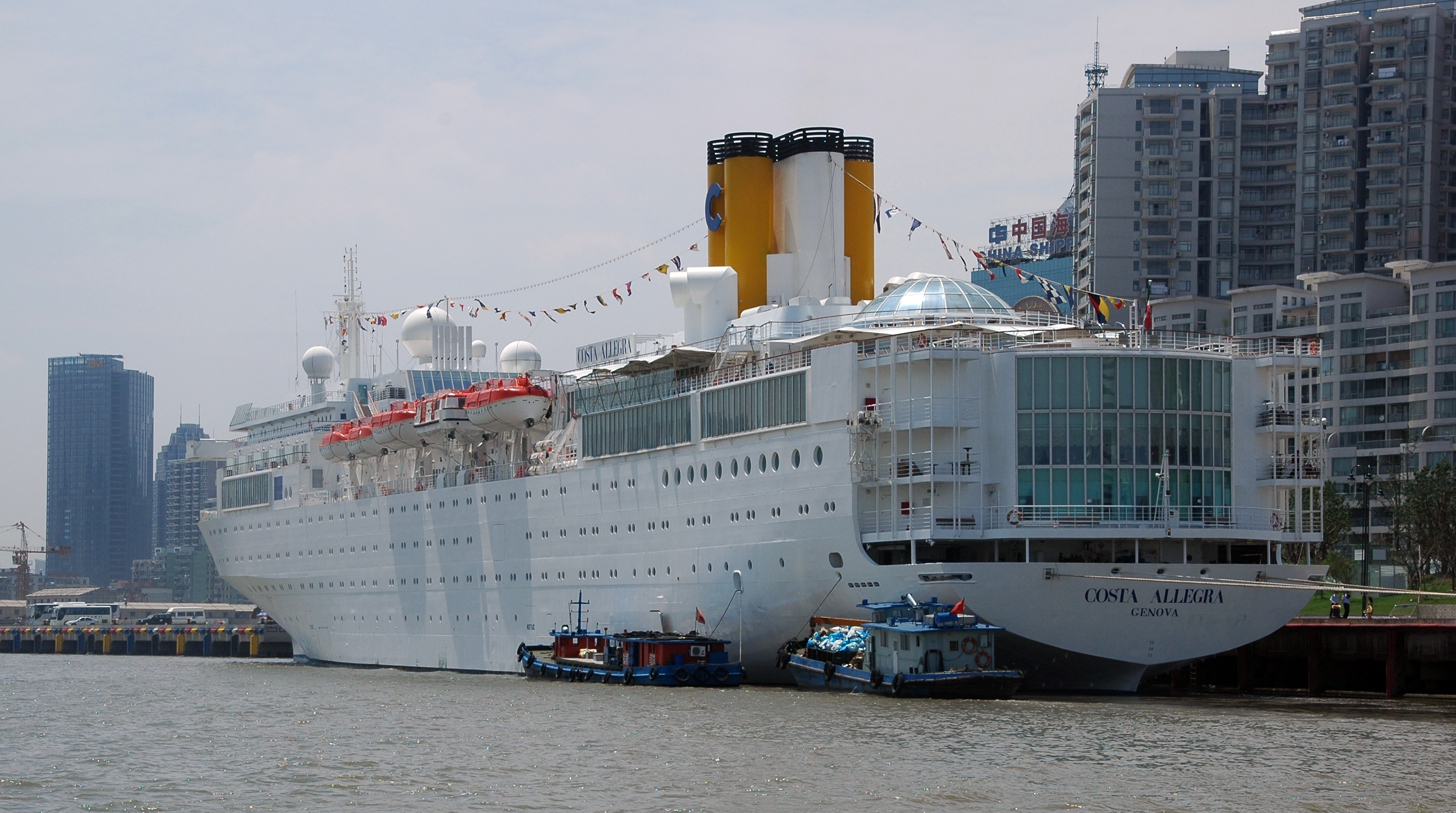
歌詩達愛蘭歌娜號停泊上海港國際客運中心

上海港是指由上海市所管辖的港口，分为多个港区，主要位于黄浦江两岸、长江入海口南岸、杭州湾口上，自1843年上海开埠后很快成为中国最大港口，自2010年起为世界最大的集装箱港口，2023年集装箱吞吐量达到4915.8万标准箱，连续14年位居世界第一。

## 历史
上海的港口在隋唐年间逐渐形成，在明清已相当繁荣，到1843年上海开埠后，迅速崛起成为中国最大港口。1940年代后，其在世界上的地位不断下降。而自1990年代起，上海港开始了快速发展，成为了世界级的大港。

### 早期历史
在早期，黄浦江尚未形成，上海的港口位于顾会浦（吴淞江支流）能通达的华亭镇，以及吴淞江入海口的青龙镇。在宋代，两个镇都是对外贸易口岸。南宋时，港口位置逐渐移向出海口，在宋景定末年至咸淳初年（1264年-1265年），上海建镇并设置市舶提举分司，为全国七个水路口岸之一。
到了明代中期，海轮已经可以通过黄浦江直达县城。清朝康熙年间曾开海禁，在上海设立江海关，为当时中国四大口岸之一。到乾隆年间因全国只许广州开放，上海港的外贸运输中断，但上海港依旧逐渐发展已成全国最主要的江海中转枢纽港。至鸦片战争前夕，上海港的内贸吞吐量已经是中国首位，被称为“江海之通津，东南之都会”。

### 上海开埠后

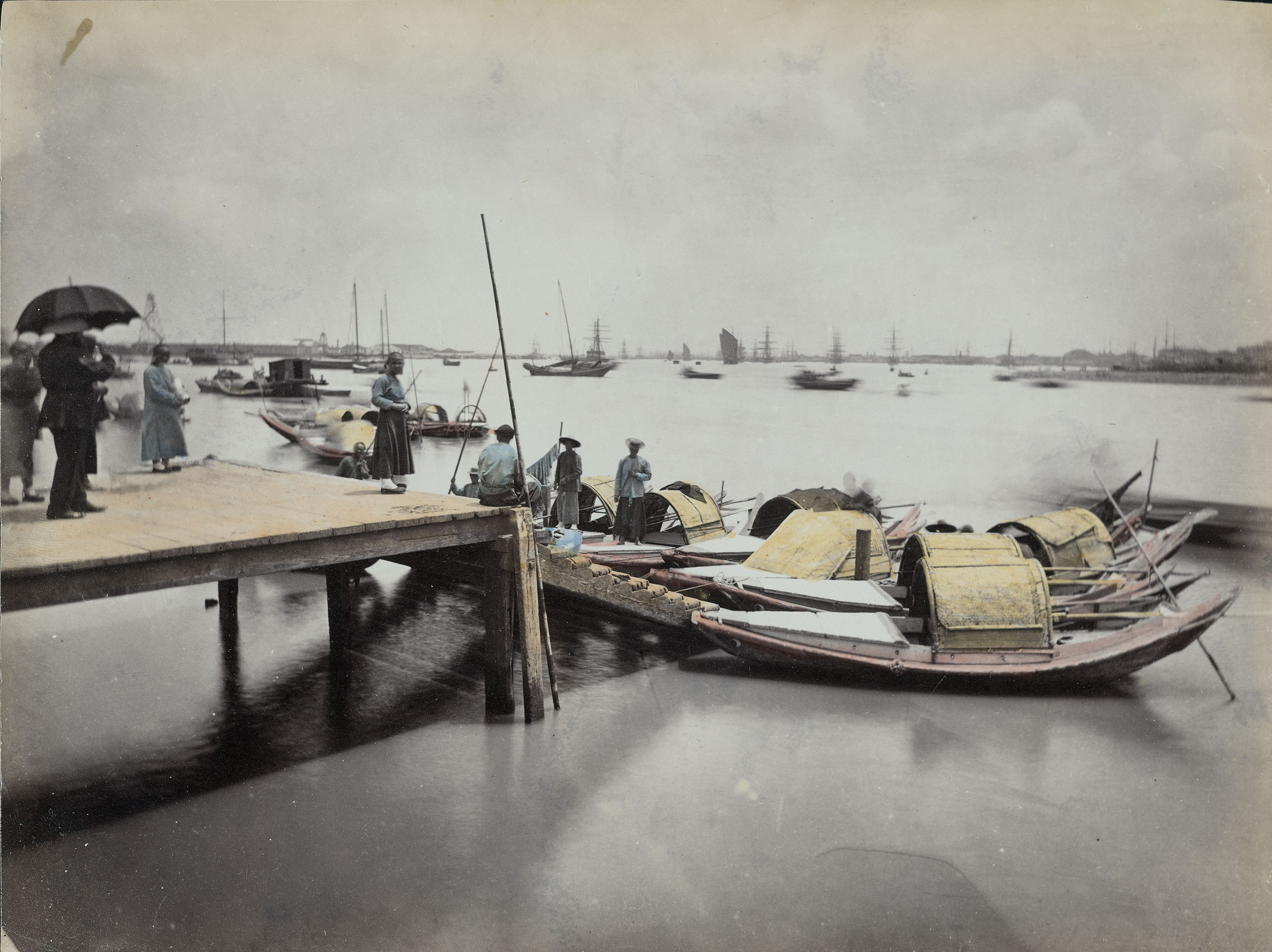
十九世紀後期的上海港

根据鸦片战争后的《南京条约》，上海自1843年起成为中国对外开放的五个港口之一，在之后十年间，上海取代了广州成为中国对外贸易的中心，上海港成为了中国第一大港口。根据统计，在1925年-1933年，中国外贸进出口货值的55%经由上海港完成，而国内贸易货值平均也占全国港口的38%。到了1936年，中国一半以上的大型轮船企业将总部设在上海，上海港的航线在100条以上，已成为远东的航运中心。
1937年的淞沪会战后，日本逐渐控制了上海港。在1941年太平洋战争爆发后，上海完全沦陷，之后远东的航运中心从上海转移到了香港，上海港的地位逐渐被香港取代。

### 中华人民共和国时期
1949年5月，中国人民解放军攻占上海。6月，中华民国政府推行关闭政策，外国船只被禁止进入中国领海。中华民国海军的军事行动又有效的封锁了长江口。次年，中华人民共和国突破中华民国对长江口的封锁。此后，中华民国仍长期维持对台湾海峡的封锁。因此在1968年之前，上海港在内的大陆港口与南方港口之间互不通航。同时，受中华人民共和国经济的影响，虽然上海港一直为中国大陆最大港口，但是在世界上的地位日益下降。在1976年，全年货物吞吐量为5461万吨。
上海港在1970年代开始进行集装箱货运的尝试。1973年，上海港开始了与横滨、大阪、神户等港间的5吨10英尺小型集装箱捎带试运业务，是中国大陆最早进行国际集装箱装卸的港口。1978年，上海港至澳大利亚航线开通，为中国大陆首条国际集装箱班轮航线。上海港大力发展集装箱货运则是在1980年代之后，开始在黄浦江两岸建设集装箱码头，并对陈旧港区改造，还将部分港口转移至长江口。
1990年开始，随着中国和上海的经济快速发展，上海港的货运量也不断提升。在集装箱装卸量方面，上海港自2003年起位居世界三甲之列，并于2005年货物吞吐量首次达到世界第一，以集装箱吞吐量為基準，上海港保持為全球第一大集装箱港。
2024年12月22日，上海港迎来當年装卸的第5000万个标准集装箱，成为全球首个年吞吐量超5000万标箱的港口。

## 港口分布
上海港的港口早期集中于黄浦江中下游，但由于黄浦江逐渐无法满足繁忙货运要求，以及对大型货船的水深限制，上海港在1990年代起开始往长江口南岸扩展，并于2005年开始使用位于杭州湾口的洋山港，以满足超巴拿马级货船的停靠要求：
- 黃浦江沿岸，包括张华浜、军工路、共青、朱家门、龙吴等港区。
- 长江口南岸，包括宝山、罗泾、外高桥等港区。
- 洋山深水港，位于杭州湾口的填海形成的港口，可满足吃水15米以上的货船停靠以及自由进出（例如马士基最大的集装箱船吃水在15.5米到17.5米之间）。